# Gazela (nagrada)
Gazela je priznanje za uspešnost hitro rastočih podjetij v Sloveniji, ki ga podeljuje družba Dnevnik. V letu 2010 se je podelitev odvila desetič, zmagovalce pa so izbirali med 500 najhitreje rastočimi podjetji v Sloveniji. 
Projekt Slovenska gazela poteka od leta 1991, nadgrajen s 6 regijskimi in nacionalnim izborom pa od leta 2001. V tem času se je uveljavil kot največji poslovni dogodek v Sloveniji, katerega namen je promovirati poslovno drznost, inovativnost in mednarodno uspešnost slovenskih podjetij. Družba medijskih vsebin Dnevnik je projekt sprejela pod svoje okrilje ob koncu leta 2005.

## Metodologija
Hitro rastoča podjetja na izbor ne morejo prijaviti, temveč se na seznam najhitreje rastočih uvrstijo na podlagi bilančnih podatkov. Natančneje, na lestvico najhitreje rastočih se uvrstijo zaradi rasti prihodkov od prodaje v petletnem obdobju. Tako se oblikuje lestvica 500 najhitreje rastočih podjetij v Sloveniji in šest regijskih lestvic s 100 najhitreje rastočimi podjetji v regiji. 
Vstopni pogoji za uvrstitev na lestvico so bilančni dobiček v zadnjem bilančnem letu, vsaj 220.500 EUR prihodkov od prodaje v izhodiščnem letu, podjetje pa je moralo v obeh indeksnih letih poslovati vseh 12 mesecev in imeti v zadnjem letu dobiček. 

### Potek izbora
1. Oblikovanje in objava šestih regijskih lestvic po 100 gazel glede na rast prihodkov od prodaje v petletnem obdobju.
2. Oblikovanje nacionalne lestvice 500 gazel.
3. Izbor desetih regijskih kandidatov na podlagi uravnoteženih finančnih kazalnikov:
  1. stopnje rasti,
  2. dodane vrednosti na zaposlenega,
  3. rasti dodane vrednosti na zaposlenega,
  4. indeksa DaBeg,
  5. verjetnost propada podjetja.
4. Izvedba uredniških intervjujev z regijskimi kandidati (10 kandidatov v 6 regijah – skupaj 60 intervjujev) s poudarkom na raziskovanju trajnostne rasti.
5. Izdelava bonitetnih poročil za izbranih 10 kandidatov v 6 regijah – skupaj 60 bonitetnih poročil.
6. Izbor petih regijskih kandidatov (izbere uredniško-metodološki tim) in treh nominirancev (izbere uredniška komisija).
7. Razglasitev šestih regijskih zmagovalnih gazel – šestih kandidatov za Slovensko gazelo leta. (izbere uredniška komisija).
8. Izbor zlate, srebrne in bronaste gazele leta.

Za zlato, srebrno in bronasto gazelo se poteguje šest regijskih zmagovalcev. Zlato gazelo izberejo na podlagi glasovanja uredniške komisije (1/3 ocene) in glasovanja članov Sveta gazel (2/3 ocene). Zlata gazela postane tista družba, ki doseže najboljšo povprečno uvrstitev. V primeru, če imata dva ali več finalistov enako povprečno uvrstitev, je višje uvrščen tisti, ki je višje na lestvici sveta gazel.

## Kdo so gazele?
Ameriški raziskovalec David Birch je pri raziskovanju, kako se ustvarjajo nova delovna mesta v ZDA, prišel do ugotovitev, da kar dve tretjini rasti zaposlenosti prispevajo podjetja z manj kot dvajsetimi zaposlenimi. Pozneje je analiziral življenjski cikel podjetij in jih razdelil na tri kategorije: miši, gazele in slone. Gazele so dinamična podjetja, ki hitro rastejo, se bliskovito razvijajo, intenzivno zaposlujejo in vedno držijo korak prednosti pred konkurenco.
Cilj dinamičnih podjetij ni preživeti, temveč uspeti. Največkrat so to majhna družinska podjetja, ki požrtvovalno gradijo in previdno izbirajo prve sodelavce, dokler ne začnejo bliskovito rasti. Takrat je pomembno predvsem dvoje: zagotavljati sredstva za bliskovito rast in enako hitro najti prave ljudi za nove naloge v podjetju. Sposobnost gospodarstva, da raste in zaposluje, je močno odvisna od sposobnosti gospodarstva, da ustvarja gazele.

## Dosedanji zmagovalci
Slovenska gazela 2011
Za to nagrado se je leta 2011 prijavilo rekordno število 236 podjetij, nagrade bodo podeljene na gospodarskem razstavišču v Ljubljani 22. in 23. novembra 2011 , kjer bo potekala osrednja nacionalna prireditev inovativnosti.
Slovenska gazela 2010
- savinjsko-zasavska gazela: KLS
- primorsko-notranjska gazela: SEC
- gazela osrednje Slovenije: Avtenta.si
- gorenjska gazela: Seaway Group
- dolenjsko-posavska gazela: Krka
- dravsko-pomurska gazela: Roto Pavlinjek.

Slovenska gazela 2009
- zlata gazela 2009 in dravsko-pomurska gazela: Lumar
- srebrna gazela 2009 in savinjsko-zasavska gazela: Dewesoft
- bronasta gazela 2009 in gorenjska gazela: Exoterm IT
- gazela Osrednje Slovenije: Salbatring International
- primorsko-notranjska gazela: Finali Trading
- dolenjsko-posavska gazela: Mikrografija

Slovenska gazela 2008
- zlata gazela 2008 in primorsko-notranjska gazela: Instrumentation Technologies
- srebrna gazela 2008 in savinjsko-zasavska gazela: Monting SK
- bronasta gazela 2008 in gorenjska gazela: Mimovrste
- gazela Osrednje Slovenije: Blažič, robni trakovi
- dravsko-pomurska gazela: Gratel
- dolenjsko-posavska gazela: Rem

Slovenska Gazela 2007
- zlata gazela 2007 in gazela osrednje Slovenije: Elektronček
- srebrna gazela 2007 in primorsko-notranjska gazela: Instrumentation Technologies
- bronasta gazela 2007 in gorenjska gazela: Seaway
- dravsko-pomurska gazela: Meteorit
- savinjsko-zasavska gazela: Termotehnika
- dolenjsko-posavska gazela: Rem

Slovenska Gazela 2006
- zlata gazela 2006 in savinjsko-zasavska gazela: DAT-CON, Polzela
- srebrna gazela 2006 in gazela osrednje Slovenije: ELVEZ, Ljubljana
- bronasta gazela 2006 in primorsko-notranjska gazela: FLUID, Batuje
- gorenjska gazela: LEA, Lesce
- dravsko-pomurska gazela: GMT, Murska Sobota
- dolenjsko-posavska gazela: INFOTEHNA, Novo mesto

Slovenska Gazela 2005
- zlata gazela 2005 in savinjsko-zasavska gazela: Engrotuš, Celje
- srebrna gazela 2005 in gorenjska gazela: Euro Plus, Kranj
- bronasta gazela 2005 in dolenjsko-posavska gazela: Sep, Šentrupert
- dravsko-pomurska gazela: Artex, Lendava
- primorsko-notranjska gazela: Lesimpex, Nova Gorica
- gazela osrednje Slovenije: Diss, Ljubljana

Slovenska Gazela 2004
- zlata gazela 2004 in dolenjsko-posavska gazela: Keko Varicon, Žužemberk
- srebrna gazela 2004 in gazela osrednje Slovenije: Bioiks, Ljubljana
- bronasta gazela 2004 in gorenjska gazela: Don Don, Kranj
- dravsko-pomurska gazela: Varista, Zg.Poljčane
- primorsko-notranjska gazela: Peloz, Nova Gorica
- savinjsko-zasavska gazela: Marovt, Stranice

Slovenska Gazela 2003
- zlata gazela 2003 in gazela osrednje Slovenije: Halcom, Ljubljana
- srebrna gazela 2003 in dolenjsko-posavska gazela: Sep, Šentrupert
- bronasta gazela 2003 in savinjsko-zasavska gazela: Kapis, Petrovče
- primorsko-notranjska gazela: Atech, Materija
- dravsko-pomurska gazela: Doorson, Maribor
- gorenjska gazela: Kvibo, Tržič

Slovenska Gazela 2002
- zlata gazela 2002 in gazela osrednje Slovenije: Bofex, Ljubljana
- srebrna gazela 2002 in dravsko-pomurska gazela: Prevent, Slovenj Gradec
- bronasta gazela 2002 in dolenjsko-posavska gazela: Adria Mobil, Novo mesto
- gorenjska gazela: Sat Control,
- savinjsko-zasavska gazela: Engrotuš, Celje
- primorsko-notranjska gazela: Cicipet, Nova Gorica

Slovenska Gazela 2001
- zlata gazela 2001 in savinjsko-zasavska gazela: Engrotuš, Celje
- srebrna gazela 2001 in gazela južne Slovenije: Eurotek, Trebnje
- bronasta gazela 2001 in gorenjska gazela: Saxonia Franke, Tržič
- dravsko-pomurska gazela: Boxmark Leather, Kidričevo
- gazela osrednje Slovenije: Energogroup, Ljubljana
- primorska gazela: Systec System Technology, Nova Gorica